# Overhalla
Overhalla est une commune norvégienne située dans le comté de Trøndelag, qui a pour centre administratif le village de Ranemsletta.

## Géographie
La commune s'étend sur 729,79 km2 dans le nord-est du comté et est traversée par la rivière Namsen. Elle comprend les villages de Ranemsletta, Melen, Skage, Skogmo, Svalia et Øysletta.

## Personnalités
- Matthias Numsen Blytt (1789-1862), botaniste